# Skåldöfärjan

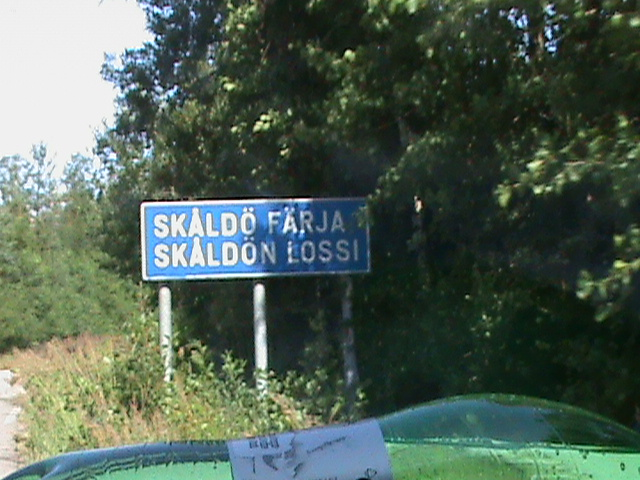
Skåldö färjeskylt

Skåldö färjan är en linfärja (vajerfärja) som trafikerar Ekenäs skärgård i Raseborg i Finland. Färjan trafikerar mellan Skåldö och Ekenäs och är en del av förbindelseväg 1002. Färjeledens längd är 459 meter.
Den nuvarande färjan på rutten är Lautta #232, som byggdes 1970 på Kalmar varv i Sverige. Färjan har en lastkapacitet på 150 ton och har plats för ca. 30 personbilar. 